# Ablabesmyia annulatipes
Ablabesmyia annulatipes es una especie de insecto díptero. Fue descrito por primera vez en 1912 por Jean-Jacques Kieffer. 
Pertenece al género Ablabesmyia, familia Chironomidae.

## Distribución
Se distribuye por Sri Lanka.